# Actieve optiek

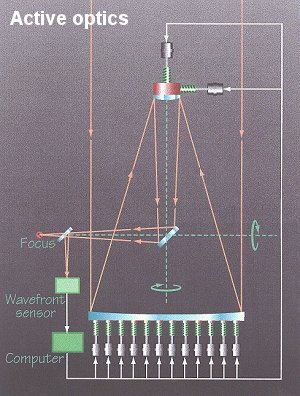
Moderne telescopen worden tijdens bedrijf in real-time geoptimaliseerd

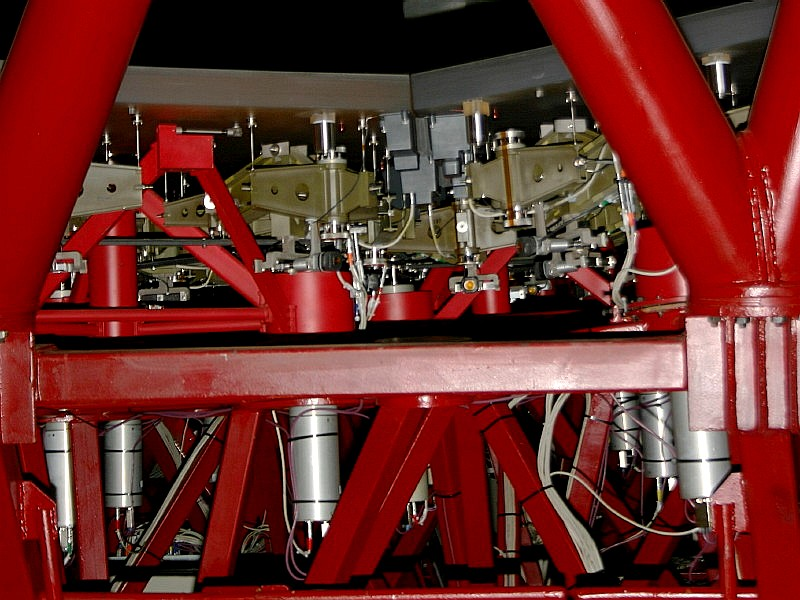
Actuatoren van de actieve optiek van de Gran Telescopio Canarias

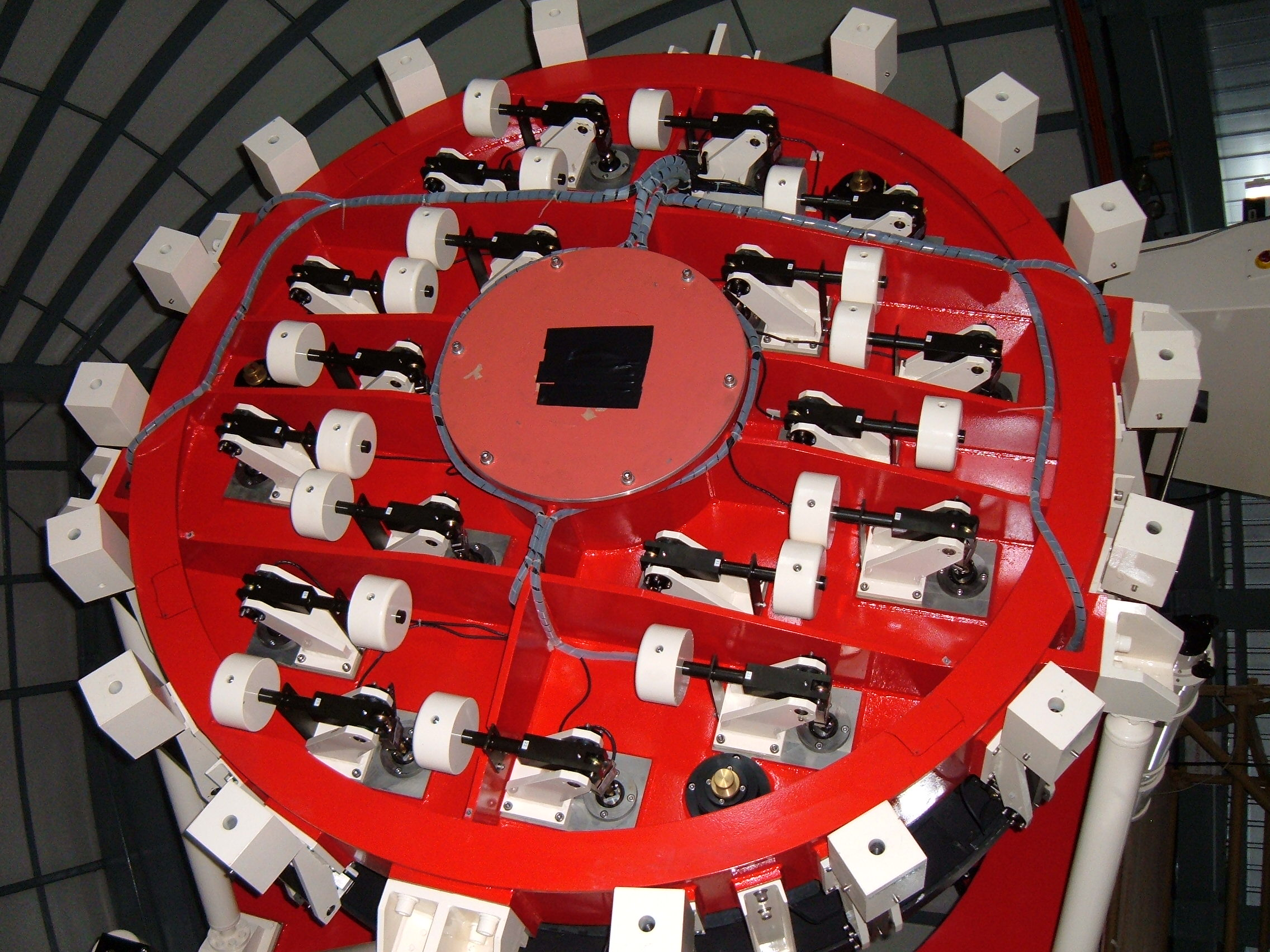
De onderzijde van de MOA-telescoop. De hefboompjes dienen om de vervorming van de spiegel te compenseren.

Actieve optiek wordt gebruikt bij spiegeltelescopen om de vervorming van de spiegel te corrigeren die bij het zwenken van de telescoop kan ontstaan.

## Achtergrond
In de astronomie worden spiegeltelescopen met steeds grotere spiegeldiameters gebruikt, om zwakkere hemellichamen te kunnen waarnemen en om een hogere resolutie te realiseren. Bij het veranderen van de stand van de telescoop kan een dergelijke spiegel ten gevolge van de zwaartekracht iets doorbuigen, waardoor afbeeldingsfouten ontstaan. Om dit te voorkomen, zou de spiegel zeer stijf moeten zijn, hetgeen een grote dikte vereist. Daardoor wordt ook de massa veel groter, zodat ook het hele richtmechanisme zwaarder uitgevoerd moet worden.

## Techniek
Een alternatief hiervoor is juist een lichtere spiegel, waarvan de vorm automatisch in real-time wordt gecorrigeerd. Moderne glaskeramische materialen, zoals Zerodur van Schott AG of ULE-glas (Ultra-Low Expansion) van Corning Inc., hebben een zeer kleine uitzettingscoëfficiënt, zijn relatief licht en maken dunne spiegels mogelijk. Deze vervormen wel tijdens het richten van de telescoop. Om de hierdoor ontstane afbeeldingsfouten te corrigeren, worden de spiegels op zogenaamde actuatoren geplaatst. Een computersysteem vergelijkt de gewenste en de werkelijke vorm van het spiegeloppervlak en stuurt op basis daarvan de actuatoren zodanig aan dat de spiegel weer de gewenste vorm krijgt.
Actieve optiek werd voor het eerst toegepast bij de New Technology Telescope van de ESO. Ook de beide Keck-telescopen, de vier telescopen van de Very Large Telescope (VLT), de Large Binocular Telescope (LBT) en de Gran Telescopio Canarias maken gebruik van deze techniek. Tegenwoordig wordt deze techniek standaard toegepast op vrijwel alle telescopen met een diameter van boven de circa acht meter. Daarbij worden deze spiegels meestal gesegmenteerd uitgevoerd, waardoor zij niet alleen in de bouwfase handzamer zijn, maar ook de afzonderlijke segmenten gemakkelijker te richten zijn.

## Actieve en adaptieve optiek
Terwijl actieve optiek langzame mechanische invloeden op de telescoop compenseert, beperkt de adaptieve optiek de snel veranderende storende invloeden van de atmosfeer. De actuatoren lijken op die van de actieve optiek, maar werken bij de adaptieve optiek in het algemeen op de secundaire spiegel. De sensoren zijn fundamenteel anders.
Het compenseren van optische fouten van hogere orde, zoals astigmatisme, coma etc. (zie ook Zernikepolynoom), behoort ook tot het terrein van de actieve optiek en vereist eveneens spiegels met vervormbaar oppervlak of vloeibaarkristalspiegels.
De begrippen actieve en adaptieve optiek worden vaak door elkaar gebruikt. In de astronomie verschillen zij vooral in de snelheid van de regeling: bij actieve optiek is dat in de grootteorde van 1 s−1, terwijl het in de adaptieve optiek om snelheden in de grootteorde van 100 s−1 gaat. Verder kan actieve optiek regeltechnisch als een voorwaartskoppelingssysteem worden gezien, terwijl adaptieve optiek een terugkoppelingssysteem is.